# ジャック・コナン
ジャック・コナン（Jack Conan、1992年7月29日 - ）は、ユナイテッド・ラグビー・チャンピオンシップ、レンスターに所属するラグビーユニオン選手。

## プロフィール
- アイルランド・ブレイ出身。
- ポジションはナンバーエイト(No.8)。
- 身長 193cm、体重 114kg
- U20アイルランド代表に選ばれたことがある[1]。
- アイルランド代表キャップは31（2022年12月現在）。
- ブリティッシュ・アンド・アイリッシュ・ライオンズに選ばれたことがある[2]。

## 略歴
2014年、レンスターに加入。 
2019年、ラグビーワールドカップ2019のアイルランド代表に選ばれたが、練習の怪我のため10月をもってチームから離脱した。